# Švetaljaung Buda

Švetaljaung Buda (Shwethalyaung Buda) (burmansko ရွှေ သာ လျှောင်း ဘုရား [ʃwèθàljáʊɴ pʰəjá]; uradno ရွှေ သာ လျောင်း ရုပ်ပွားတော်ကြီး) je polležeč Buda v zahodnem delu Baga (Pegu) v Mjanmarju. Buda je dolg 55 metrov in visok 16 metrov. Je drugi največji Buda na svetu za 74 m dolgim ležečim Budom v Daveiju (Tavoj). Mislijo, da je bil zgrajen leta 994, ko je vladal monski kralj Migadepa II. Izgubljen je bil leta 1757, ko je bil Pegu izropan. Med britansko kolonialno vladavino je bil leta 1880 Buda odkrit pod tropskim rastlinjem. Obnova se je začela leta 1881, mozaik Budovega vzglavnika (na njegovi levi strani) in marmor po tleh so dodali leta 1930.

## Galerija
- Švetaljaung Buda v zgodnjih 1900-tih
- Mere Švetaljaung Bude
- Tempelj Švetaljaung Bude
- Slike iz Budovega življenja na zadnji strani
- Švetaljaung Buda
- Kip v templju
- Detajl glave
- Švetaljaung Buda